# جسیکا جونز (مجموعه تلویزیونی)
جسیکا جونز مارول یا به اختصار جسیکا جونز (به انگلیسی: Marvel's Jessica Jones) یک مجموعهٔ تلویزیونی اینترنتی آمریکایی در ژانر اکشن و ابرقهرمانی است که توسط ملیسا روزنبرگ بر اساس شخصیتی از مارول کامیکس به همین نام برای نتفلیکس ساخته شده است. داستان در دنیای سینمایی مارول روایت می‌شود و به عنوان دومین مجموعه از مجموعه‌های تلویزیونی است که به مینی‌سریال مدافعان ختم می‌شود. در این مجموعه بازیگرانی همچون کریستن ریتر در نقش جسیکا جونز، مایک کولتر، ریچل تیلور، ارین موریارتی، ویل تراوال، ایکا دارویل، کری-ان ماس، دیوید تننت، بنجامین واکر، ساریتا چودری و جانت مک‌تیر ایفای نقش می‌کنند.
تمام قسمت‌های فصل اول برای نخستین بار در ۲۰ نوامبر ۲۰۱۵ از طریق نتفلیکس در دسترس قرار گرفت. در ژانویه ۲۰۱۶، نتفلیکس مجموعه را برای فصل دو به تعداد ۱۳ قسمت تمدید کرد؛ که در ۸ مارس ۲۰۱۸ پخش شد. فصل سوم نیز متشکل از سیزده قسمت در ۱۴ ژوئن ۲۰۱۹، پخش شد. در ۱۸ فوریه ۲۰۱۹، نتفلیکس ساخت مجموعه را پس از سه فصل متوقف کرد. ریتر نقش خود را در فصل دوم مجموعه تلویزیونی دردویل: تولد دوباره از مارول استودیوز دیزنی پلاس تکرار خواهد کرد که قرار است در سال ۲۰۲۶ منتشر شود.

## داستان
زنی به نام جسیکا جونز (کریستن ریتر) که از قدرت‌های مافوق بشری برخوردار است، در پی حادثه‌ای ناگوار مجبور می‌شود که فعالیت‌های ابرقهرمانانه خود را کنار بگذارد و یک زندگی عادی را در پیش گیرد. او مدتی بعد، تصمیم می‌گیرد که به عنوان یک کارآگاه خصوصی مشغول به فعالیت شود و…

## بازیگران و شخصیت‌ها
- کریستن ریتر در نقش جسیکا جونز:
- مایک کولتر در نقش لوک کیج:
- ریچل تیلور در نقش پاتریشا «تریش» واکر:
- ویل تراوال در نقش ویل سیمپسون:
- ارین موریارتی در نقش هوپ:
- ایکا دارویل در نقش مالکوم:
- کری-ان ماس در نقش جری هوگارت:
- دیوید تننت در نقش کیل‌گِریو:
- تری چن در نقش پرایس چنگ:
- لیا گیبسن در نقش اینز گرین:
- بنجامین واکر در نقش اریک گلدن:
- ساریتا چودری در نقش کیث لیون:
- جانت مک‌تیر در نقش آلیسا کمپل جونز:
- کلوم کیت رنی در نقش دکتر کارل مالوس:

## قسمت‌ها
| فصل | قسمت‌ها | قسمت‌ها | تاریخ اصلی پخش | تاریخ اصلی پخش |
| --- | ------ | ------ | -------------- | -------------- |
| ۱   | ۱۳     | ۱۳     | ۲۰ نوامبر ۲۰۱۵ | ۲۰ نوامبر ۲۰۱۵ |
| ۲   | ۱۳     | ۱۳     | ۸ مارس ۲۰۱۸    | ۸ مارس ۲۰۱۸    |
| ۳   | ۱۳     | ۱۳     | ۱۴ ژوئن ۲۰۱۹   | ۱۴ ژوئن ۲۰۱۹   |

### فصل ۲ (۲۰۱۸)
| شم. کلی | شم. در فصل | عنوان                       | کارگردان           | نویسنده                                                   | تاریخ پخش اصلی |
| ------- | ---------- | --------------------------- | ------------------ | --------------------------------------------------------- | -------------- |
| ۱۴      | ۱          | «شروع در آغاز»              | Anna Foerster      | ملیسا روزنبرگ                                             | ۸ مارس ۲۰۱۸    |
| ۱۵      | ۲          | «تصادف عجیب»                | Minkie Spiro       | Aïda Mashaka Croal                                        | ۸ مارس ۲۰۱۸    |
| ۱۶      | ۳          | «تنها بازمانده»             | Mairzee Almas      | Lisa Randolph                                             | ۸ مارس ۲۰۱۸    |
| ۱۷      | ۴          | «خدا به بی‌خانمان کمک کند»   | Deborah Chow       | Jack Kenny                                                | ۸ مارس ۲۰۱۸    |
| ۱۸      | ۵          | «اختاپوس»                   | Millicent Shelton  | Jamie King                                                | ۸ مارس ۲۰۱۸    |
| ۱۹      | ۶          | «زمان رویارویی»             | Jet Wilkinson      | راله تاکر                                                 | ۸ مارس ۲۰۱۸    |
| ۲۰      | ۷          | «من دیوانگی شما را می‌خواهم» | Jennifer Getzinger | Hilly Hicks Jr.                                           | ۸ مارس ۲۰۱۸    |
| ۲۱      | ۸          | «ما با حال نیستیم؟»         | Zetna Fuentes      | Gabe Fonseca                                              | ۸ مارس ۲۰۱۸    |
| ۲۲      | ۹          | «کوسه در وان، هیولا در تخت» | Rosemary Rodriguez | Jenny Klein                                               | ۸ مارس ۲۰۱۸    |
| ۲۳      | ۱۰         | «گوشت استخوان‌دار خوک»       | Neasa Hardiman     | Aïda Mashaka Croal                                        | ۸ مارس ۲۰۱۸    |
| ۲۴      | ۱۱         | «سه زندگی و بشمار»          | جنیفر لینچ         | Jack Kenny & Lisa Randolph                                | ۸ مارس ۲۰۱۸    |
| ۲۵      | ۱۲         | «برای پتسی من دعا کنید»     | Liz Friedlander    | راله تاکر و Hilly Hicks Jr.                               | ۸ مارس ۲۰۱۸    |
| ۲۶      | ۱۳         | «پلی‌لند»                    | Uta Briesewitz     | داستان : Jesse Harris نمایشنامۀ تلویزیونی : ملیسا روزنبرگ | ۸ مارس ۲۰۱۸    |

### فصل ۳ (۲۰۱۹)
| شم. کلی | شم. در فصل | عنوان                   | کارگردان           | نویسنده                                                                                | تاریخ پخش اصلی |
| ------- | ---------- | ----------------------- | ------------------ | -------------------------------------------------------------------------------------- | -------------- |
| ۲۷      | ۱          | «همبرگر عالی»           | مایکل لمان         | ملیسا روزنبرگ                                                                          | ۱۴ ژوئن ۲۰۱۹   |
| ۲۸      | ۲          | «خوش آمدید»             | کریستن ریتر        | Hilly Hicks, Jr.                                                                       | ۱۴ ژوئن ۲۰۱۹   |
| ۲۹      | ۳          | «من طحال ندارم»         | Anton Cropper      | Lisa Randolph                                                                          | ۱۴ ژوئن ۲۰۱۹   |
| ۳۰      | ۴          | «خدمات مشتری منتظر است» | Liesl Tommy        | Jamie King                                                                             | ۱۴ ژوئن ۲۰۱۹   |
| ۳۱      | ۵          | «آرزو می‌کنم»            | Mairzee Almas      | J. Holtham                                                                             | ۱۴ ژوئن ۲۰۱۹   |
| ۳۲      | ۶          | «قیافه متأسف»           | Tim Iacofano       | Jesse Harris                                                                           | ۱۴ ژوئن ۲۰۱۹   |
| ۳۳      | ۷          | «نصفه وپینگر دوبله»     | Larry Teng         | Nancy Won                                                                              | ۱۴ ژوئن ۲۰۱۹   |
| ۳۴      | ۸          | «دوست دوربین»           | استیون سرجیک       | Scott Reynolds                                                                         | ۱۴ ژوئن ۲۰۱۹   |
| ۳۵      | ۹          | «من امروز یک کاری کردم» | Jennifer Getzinger | Lisa Randolph                                                                          | ۱۴ ژوئن ۲۰۱۹   |
| ۳۶      | ۱۰         | «شلوار قهرمانی»         | Sanford Bookstaver | Hilly Hicks, Jr. & Jamie King                                                          | ۱۴ ژوئن ۲۰۱۹   |
| ۳۷      | ۱۱         | «عفریته»                | Jennifer Getzinger | جین اسپنسن                                                                             | ۱۴ ژوئن ۲۰۱۹   |
| ۳۸      | ۱۲         | «کرم‌های بسیار»          | Sarah Boyd         | Scott Reynolds                                                                         | ۱۴ ژوئن ۲۰۱۹   |
| ۳۹      | ۱۳         | «همه چیز»               | Neasa Hardiman     | داستان : ملیسا روزنبرگ و Nancy Won نمایشنامۀ تلویزیونی : ملیسا روزنبرگ و Lisa Randolph | ۱۴ ژوئن ۲۰۱۹   |